# Global Burden of Disease
Das Projekt Global Burden of Disease (GBD) hat sich die Quantifizierung von Todesfällen, Krankheit, Behinderung und Risikofaktoren zur Aufgabe gemacht; aufgeteilt nach Regionen und Bevölkerungsgruppen. Anhand dieser Informationen ist es möglich, wichtige Informationen abzuwägen, die von politischen Entscheidungsträgern zur Prioritätensetzung genutzt werden können.

## Hintergrund
Die GBD-Studie wurde 1992 von der Harvard School of Public Health (an der Harvard University), der Weltgesundheitsorganisation und der Weltbank ins Leben gerufen. Sie quantifiziert und untersucht 135 Krankheiten und Behinderungen und versucht anhand dieser Daten weltweit die Ursachen für Sterblichkeit und Krankheiten zu ergründen. Ziel ist es, anhand dieser Daten, Prognosen zu erstellen, die eine weltweite Verbesserung der Gesundheitszustände erlauben.
Als Maßeinheit für 'Lebensqualität' wurde das Disability-Adjusted Life Year (DALY) eingeführt – ein negativer Behinderungsindex, der bei hohen Werten eine niedrige Lebensqualität beschreibt. Das DALY misst Gesundheitslücken. Es beschreibt den Unterschied zwischen einer tatsächlichen Situation und einer idealen Situation, in der jede Person bei voller Gesundheit bis zu dem Alter lebt, das den Standardwerten der Lebenserwartung entspricht. Diese Standard-Lebenserwartung ist basierend auf Sterbetafeln bei der Geburt mit 80 Jahren für Männer und 82,5 Jahren für Frauen festgelegt. Die mit einer Behinderung gelebte und die durch vorzeitigen Tod verlorene Lebenszeit wird im DALY kombiniert: die durch vorzeitigen Tod verlorenen Lebensjahre (Years of life lost = YLL) entsprechen im Wesentlichen der Anzahl von Todesfällen multipliziert mit der verbliebenen Lebenserwartung in dem Alter, in dem der Tod vorzeitig eintritt.
Die Quantifizierung der Krankheitslast hilft mittels einer nachvollziehbaren und standardisierten Herangehensweise, Prioritäten für eine Verbesserung der Gesundheit der Bevölkerung zu definieren. Allerdings sollten die Informationen zu Mortalität, Risikofaktoren und Krankheitslast durch Untersuchungen zur Kosteneffektivität und Interventionen und zu sozioökonomischen und kulturellen Faktoren und Präferenzen ergänzt werden.
Den Messwerten zum Verlust an Lebensqualität wird bei den andauernden Betrachtungen zum GBD der Wert der Healthy Life Expectancy (HALE) gegenübergestellt. Im Deutschen wird dafür der Begriff der Gesundheitserwartung verwendet.